# 鏡貴也
鏡 貴也（かがみ たかや、1979年5月22日 - ）は、日本のライトノベル作家。東京都出身。血液型O型。
主にファンタジー作品を執筆している。

## 概要
高校時代は医者志望だったが、家業の問題から地上げで家に閉じ込められることとなり退学したと称している。その後大検は取得したものの、地上げが終わらなかったことで外出ができず友人とも会えない生活が2年ほど続いたため、家でできる仕事を探した結果、小説を書き始め、20歳頃から投稿を開始したという。3本目に書いた『武官弁護士エル・ウィン』で第12回ファンタジア長編小説大賞準入選を受賞し、同作品でデビュー。
平均するとほぼ2ヶ月に1冊執筆している計算になる速筆家であるが、書き始めに関してはブーストがかからないとの事。
大の映画ファンを自認しており、特に中学・高校時代に4000本の映画を観ていると自称する。
全作品の書籍累計は約1200万部。

## 作品リスト

### 小説
- 武官弁護士エル・ウィン（『富士見ファンタジア文庫』、イラスト：義仲翔子、全12巻〈本編10巻、短編2巻〉）
- 伝説の勇者の伝説[5][注釈 2]（『富士見ファンタジア文庫』、イラスト：とよた瑣織、全48巻〈本編29巻、短編19巻〉）
- いつか天魔の黒ウサギ（『富士見ファンタジア文庫』、イラスト：榎宮祐、全18巻〈本編13巻、短編5巻〉）
- 黙示録アリス（『富士見ファンタジア文庫』、イラスト：加藤勇樹、既刊3巻）
- 終わりのセラフ 一瀬グレン、16歳の破滅（『講談社ラノベ文庫』、イラスト：山本ヤマト、全7巻）
- 終わりのセラフ 吸血鬼ミカエラの物語（『ジャンプ ジェイ ブックス』、イラスト：山本ヤマト、既刊2巻）
- 終わりのセラフ 一瀬グレン、19歳の世界再誕（『講談社ラノベ文庫』、イラスト：浅見よう、既刊2巻）

雑誌掲載・アンソロジー収録作品
- 朝日ノイズ（ドラゴンマガジン2010年3月号 掲載）
- 伝説の小鳩の伝説（僕は友達が少ない ゆにばーす2 掲載）

### 漫画原作
- 終わりのセラフ（『ジャンプスクエア』、コンテ構成：降矢大輔、漫画：山本ヤマト、既刊34巻）
- 終わりのセラフ 一瀬グレン、16歳の破滅（『月刊少年マガジン』、キャラクター原案：山本ヤマト、漫画：浅見よう、全12巻）
- 伝説の勇者の伝説 （キャラクター原案：とよた瑣織、漫画：長蔵ヒロコ 全9巻）

### ゲームシナリオ
- 新約アルカナスレイヤー[6](2015年)

## 同人（文芸）
- 彼女が望んだ僕の世界（アシタのカガミ）